# Arthrosphaera craspedota
Arthrosphaera craspedota är en mångfotingart som beskrevs av Carl Graf Attems 1936. Arthrosphaera craspedota ingår i släktet Arthrosphaera och familjen Sphaerotheriidae. Inga underarter finns listade i Catalogue of Life.